# Peltacanthina parallela
Peltacanthina parallela är en tvåvingeart som beskrevs av Friedrich Georg Hendel 1914. Peltacanthina parallela ingår i släktet Peltacanthina och familjen bredmunsflugor.
Artens utbredningsområde är Uganda. Inga underarter finns listade i Catalogue of Life.